# Pagadían
Pagadían es una ciudad de Filipinas ubicada en la provincia de Zamboanga del Sur. Según el censo de 2020, tiene una población de 210 452 habitantes.
Es una ciudad de segunda clase y es también la capital de la provincial. Está situada en el nordeste de la región.
Es la puerta de entrada a Zamboanga del Sur.
Tiene una superficie de 378.80 kilómetros cuadrados y está dividida en 54 barangays.

## Barangays
| - Alegria - Balangasan (Pob.) - Balintawak - Baloyboan - Banale - Bogo - Bomba - Buenavista - Bulatok - Bulawan - Camalig - Dampalan - Danlugan - Dao - Datagan - Deborok - Ditoray - Dumagoc - Gatas (Pob.) | - Gubac - Gubang - Kagawasan - Kahayagan - Kalasan - Kawit - La Suerte - Lala - Lapidian - Lenienza - Lizon Valley - Lourdes - Lower Sibatang - Lumad - Lumbia - Macasing - Manga - Muricay | - Napolan - Palpalan - Pedulonan - Poloyagan - San Francisco (Pob.) - San Jose (Pob.) - San Pedro (Pob.) - Santa Lucia (Pob.) - Santa Maria (Pob.) - Santiago (Pob.) - Santo Niño (Pob.) - Tawagan Sur - Tiguma - Tuburan (Pob.) - Tulangan - Tulawas - Upper Sibatang - White Beach |